# 印度共产党（马列）纳萨尔巴里
印度共产党（马列）纳萨尔巴里（英語：Communist Party of India (Marxist–Leninist) Naxalbari）是印度的一个地下共产主义政党。该党的意识形态是共产主义、马克思列宁主义、毛主义。政治立场是极左。它是南亚毛主义政党和组织协调委员会和革命国际主义运动的成员。
1991年，印度共产党（马列）中央重组委员会解散，不满解散的党员组成了邦级单位喀拉拉共产党和马哈拉施特拉共产党，1997年合并成立印度共产党（马列）毛主义统一中心，1999年改名为印度共产党（马列）纳萨尔巴里。2000年，印度共产党（马列）红旗的安得拉邦一派（劳夫领导）分裂出来，后并入该党。2004年后，该党和秘鲁共产党 (光辉道路)有通信。2014年5月1日，该党并入印度共产党（毛主义）。